# Spoorlijn Trelleborg - Rydsgård
De spoorlijn Trelleborg - Rydsgård is een Zweedse spoorlijn van de voormalige spoorwegmaatschappij Trelleborg - Rydsgårds Järnväg (afgekort: TRJ) gelegen in de provincie Skåne.

## Geschiedenis
De Trelleborg - Rydsgård Järnväg (TRJ) heeft het traject van Trelleborg naar Rydsgård in twee fasen aangelegd:
- Trelleborg Nedre – Klagstorp
- Klagstorp – Rydsgård

De Trelleborg - Rydsgård Järnväg had oorspronkelijk ook een concessie voor het traject van Skivarp naar Charlottenlund aangevraagd. Deze concessie werd op 21 september 1895 aan de RTJ verstrekt. De werkzaamheden van het traject Skivarp – Charlottenlund kwamen niet opgang, waardoor de concessie op 18 maart 1898 verviel.
Het traject Skivarp – Charlottenlund werd daarop door de Ystad - Skivarps Järnväg (YSJ) aangelegd en op 2 augustus 1901 geopend.

### Trelleborg - Klagstorp
Op 17 december 1886 werd een concessie verstrekt aan de Lund - Trelleborgs Järnvägs (LTJ) voor het traject vanaf het station Trelleborg Nederstation over Dalköpinge, Södra Åby en Vallby naar Klagstorp en de zijlijn tussen Anderslöv en Östratorp.
Het traject tussen Trelleborg en Klagstorp werd door de LTJ op 16 december 1890 geopend
Na het gereed komen van het traject werd de concessie in 1890 verkocht aan de Malmö - Trelleborg Järnväg (MTJ).
Op 27 december 1893 werd de Rydsgård Järnvägsaktiebolag als Trelleborg - Rydsgård Järnväg (TRJ) opgericht en kocht op 1 januari 1894 het traject van de Malmö - Trelleborg Järnväg (MTJ).

### Anderslöv - Östratorp
In Klagstorp werd een zijlijn tussen Anderslöv en Östratorp aangelegd.
De Börringe - Anderslöv Järnväg (BAJ) legde het traject tussen Börringe en Anderslöv aan.
Aan de Börringe - Östratorps Järnväg (BÖJ) werd op 30 december 1885 een nieuwe concessie verstrekt.
Het station Klagstorp werd door de MTJ gebouwd en in 1885 overgenomen door de Börringe - Östratorps Järnväg (BÖJ). Dit station is waarschijnlijk in 1944 overgenomen door de SJ.

### Klagstorp - Rydsgård
De concessie van het traject tussen Klagstorp en Rydsgård werd op 12 mei 1893 aan de TRJ verstrekt. Het traject werd op 20 april 1895 geopend.

## Sluiting
Op 3 juni 1956 werd het personenvervoer op de route Trelleborg Centraal - Rydsgård opgeheven.
Tot 1 juli 1963 was er goederenvervoer tussen Klagstorp en de suikerfabriek in Skivarp.
Tot 18 juni 1973 was er goederenvervoer tussen suikerfabriek in Skivarp en Rydsgård. Het traject werd in 1974 opgebroken.
Na 1 september 1974 nam het goederenvervoer tussen Gislöv - Klagstorp (- Jordberga) dusdanig af dat in de jaren 1977 - 1978 werd het traject werd opgebroken.
In 1997 werd het traject tussen Gislöv en Trelleborg opgebroken. Het Oostelijk industrie gebied van Trelleborg bleef bereikbaar.

## Traject beschrijving
Het traject ging door een vrij heuvelachtig terrein, waar op meerdere plaatsen in het zuide de Oostzee aan de horizon te zien was. Het traject met een lengte van 34 kilometer liep tussen Trelleborg Nederstation en Rydsgård langs de zuidelijke kust van Zweden. Bij Trelleborg werd een deel van de Landskrona - Lund - Trelleborgs järnväg gebruikt.

## Bedrijfsvoering
In 1891 gingen de Malmö - Billesholms Järnväg (MBJ) en de Malmö - Trelleborgs Järnväg (MTJ) een samenwerkings overeengekomen onder de naam Malmö Järnväg (afgekort: MJ) voor het voeren van een gemeenschappelijke administratie.
De Malmö Järnväg (MJ) werd in 1891 opgericht als voortzetting van het samenwerkingsverband en de bedrijfsvoering uitvoerde bij de volgende onafhankelijke spoorwegonderneming:
- Malmö - Trelleborgs Järnväg (MTJ)
- Malmö - Billesholms Järnväg (MBJ)
- Trelleborg - Rydsgårds Järnväg (TRJ)
- Malmö - Tomelilla Järnväg (MöToJ)
  - Malmö - Simmrischamn Järnväg (MSJ)
- Malmö - Kontinentens Järnväg (MKJ)
- Västra Klagstorp - Tygelsjö Järnväg (KTJ)
- Hvellinge - Skanör - Falsterbo Järnväg (HSFJ)

## Genationaliseerd
Het samenwerkingsverband en de overige ondernemingen werden op 1 juli 1943 door de staat genationaliseerd en de bedrijfsvoering over gedragen aan de SJ.

## Bron
- Historiskt om Svenska Järnvägar
- Jarnvag.net